# Walter H. Brattain
Walter Houser Brattain, född 10 februari 1902 i Gulangyu, Fujian, Kina, död 13 oktober 1987 i Seattle, Washington, var en amerikansk fysiker vid Bell Labs, som 1956, tillsammans med John Bardeen och William B. Shockley, tilldelades nobelpriset i fysik "för deras undersökningar över halvledare och upptäckt av transistoreffekten".

## Biografi
Brattain var son till Ross R. Brattain och Ottilie Houser Brattain. Fadern var lärare vid Ting-Wen Institute,:11 en privat skola för kinesiska pojkar och modern var en framstående matematiker. Båda var utexaminerade från Whitman College.:71 Familjen återvände till USA 1903:12  och bodde i flera år i Spokane, Washington, men bosatte sig 1911 på en boskapsranch nära Tonasket, Washington.:12:71
Brattain gick på gymnasiet i Washington och tillbringade ett år på Queen Anne High School i Seattle, två år på Tonasket High School och ett år på Moran School for Boys på Bainbridge Island. Han gick sedan på Whitman College i Walla Walla, Washington, där han studerade med Benjamin H. Brown (fysik) och Walter A. Bratton (matematik). Han tog en kandidatexamen från Whitman 1924, med dubbelt huvudämne i både fysik och matematik. Brattain och hans klasskamrater Walker Bleakney, Vladimir Rojansky och E. John Workman skulle alla fortsätta att ha framstående karriärer, som senare blev kända som "fysikens fyra ryttare".:71
Brattain tog en masterexamen vid University of Oregon i Eugene 1926 och en doktorsexamen vid University of Minnesota 1929. I Minnesota fick Brattain möjlighet att studera det nya området kvantmekanik under handledning av John H. van Vleck. Hans avhandling, övervakad av John T. Tate, var Efficiency of Excitation by Electron Impact and Anomalous Scattering in Mercury Vapor.:72
Brattain gifte sig två gånger. Hans första hustru var kemisten Keren Gilmore. De gifte sig 1935 och fick en son, William G. Brattain, 1943. Keren Gilmore Brattain dog den 10 april 1957. Året därpå gifte Brattain sig med Emma Jane (Kirsch) Miller, en mor till tre barn.
Han flyttade till Seattle på 1970-talet och bodde där till sin död i Alzheimers sjukdom den 13 oktober 1987. Han är begravd på City Cemetery i Pomeroy, Washington.

## Karriär och vetenskapligt arbete
Åren 1927 till 1928 arbetade Brattain för National Bureau of Standards i Washington, DC, där han hjälpte till att utveckla piezoelektriska frekvensstandarder. I augusti 1929 började han arbeta med Joseph A. Becker vid Bell Telephone Laboratories som forskningsfysiker. De två arbetade med det värmeinducerade flödet av laddningsbärare i kopparoxidlikriktare:72 och Brattain kunde delta i en föreläsning av Arnold Sommerfeld. Några av deras efterföljande experiment på termionemission gav experimentell validering av Sommerfeld-teorin. De arbetade också med yttillståndet och utträdesarbetet hos volfram och adsorptionen av toriumatomer.:74 Genom sina studier av likriktning och fotoeffekter på halvledarytorna av koppar(II)oxid och kisel, upptäckte Brattain fotoeffekten på den fria ytan av en halvledare. Detta arbete ansågs av Nobelpriskommittén vara ett av hans främsta bidrag till fasta tillståndets fysik.
På den tiden var telefonindustrin starkt beroende av användningen av vakuumrör för att kontrollera elektronflödet och förstärka strömmen. Vakuumrör var varken tillförlitliga eller effektiva, och Bell Laboratories ville utveckla en alternativ teknik. Redan på 1930-talet arbetade Brattain med William B. Shockley på idén om en halvledarförstärkare som använde kopparoxid, ett tidigt och misslyckat försök att skapa en fälteffekttransistor. Andra forskare vid Bell och på andra håll experimenterade också med halvledare, med material som germanium och kisel, men forskningen före kriget var något slumpartad och saknade stark teoretisk grund.
Under andra världskriget medverkade både Brattain och Shockley separat i forskning om magnetisk upptäckt av ubåtar vid National Defense Research Committee vid Columbia University. Brattains grupp utvecklade magnetometrar som är tillräckligt känsliga för att upptäcka anomalier i jordens magnetfält orsakade av ubåtar.:104 Som ett resultat av detta arbete, patenterade Brattain 1944 en konstruktion av ett magnetometerhuvud.
År 1945 omorganiserade Bell Labs och skapade en grupp specifikt för att göra grundläggande forskning i fasta tillståndets fysik, relaterad till telekommunikation. Skapandet av underavdelningen godkändes av vicepresidenten för forskning, Mervin Kelly. En tvärvetenskaplig grupp leddes tillsammans av Shockley och Stanley O. Morgan.:76 Den nya gruppen fick snart sällskap av John Bardeen. Bardeen var kvantfysiker, Brattain en begåvad experimenterare inom materialvetenskap och Shockley, ledaren för deras team, var expert på fasta tillståndets fysik.

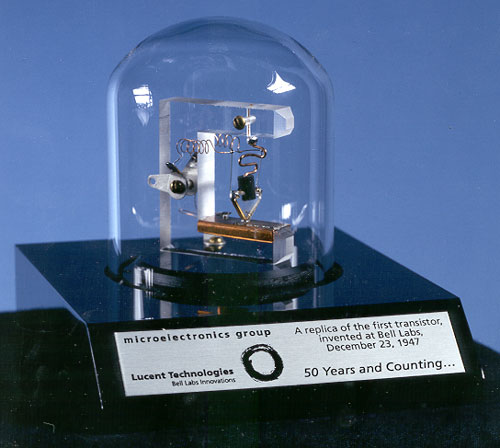
En stiliserad replik av den första transistorn

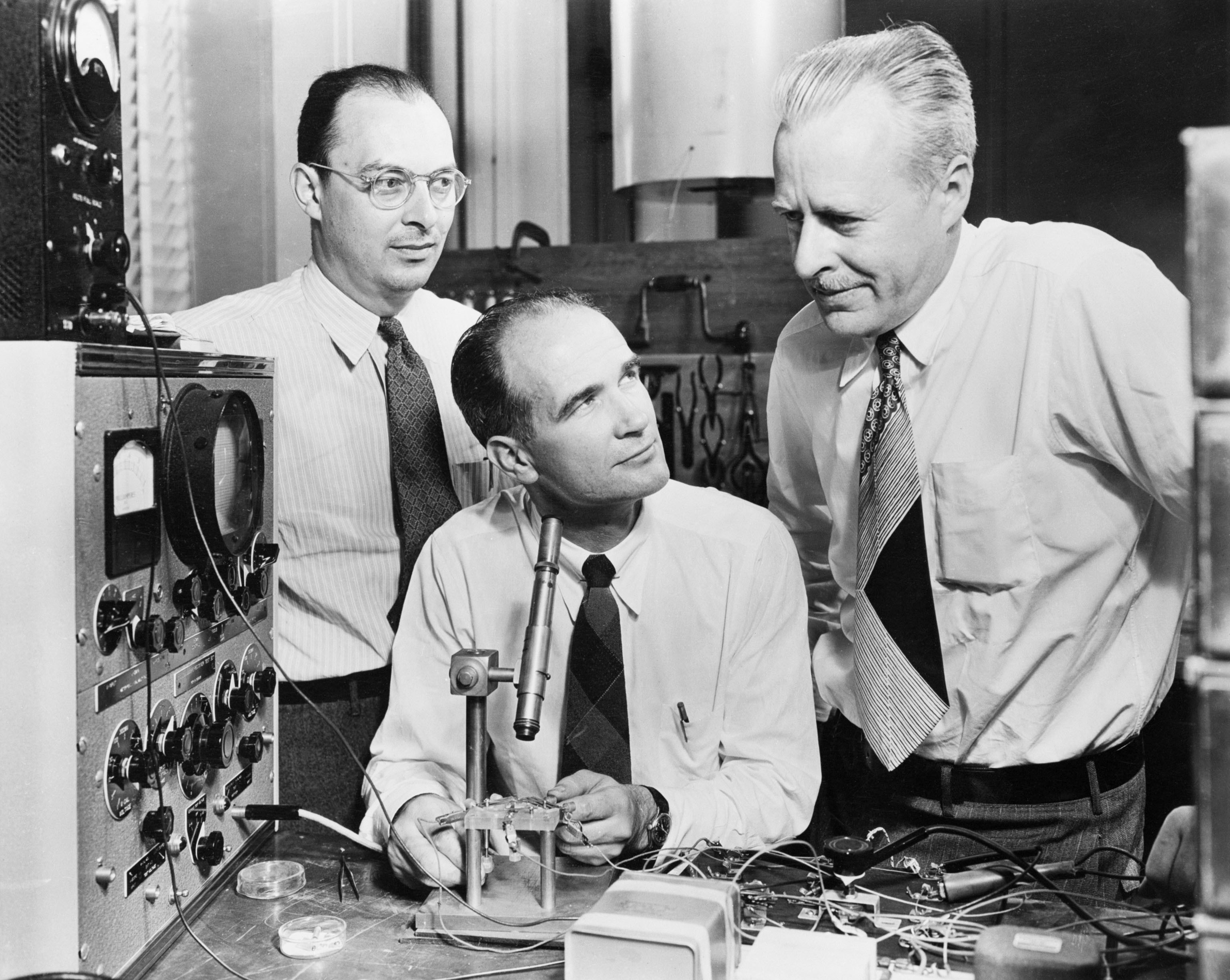
John Bardeen, William Shockley och Walter Brattain på Bell Labs, 1948.

Enligt den tidens teorier borde Shockleys fälteffekttransistor, en cylinder belagd tunt med kisel och monterad nära en metallplatta, ha fungerat. Han beordrade Brattain och Bardeen att ta reda på varför det inte skulle göra det. Under november och december genomförde de två en mängd olika experiment för att försöka avgöra varför Shockleys enhet inte medförde förstärkning.  Bardeen teoretiserade att underlåtenhet att fungera kunde vara resultatet av lokala variationer i yttillståndet som fångade laddningsbärarna:467–468 och Brattain och Bardeen lyckades så småningom skapa en liten nivå av förstärkning genom att trycka in en guldmetallspets i kiseln och omge den med destillerat vatten. Att ersätta kisel med germanium förbättrade förstärkningen, men bara för lågfrekventa strömmar. Den 16 december utarbetade Brattain en fungerande metod genom att placera två bladguldskontakter nära varandra på en germaniumyta.
Enligt Bardeen var den första tanken att laddningen kompenserades av yttillstånd. Shockley föreslog senare att laddningen kompenserades av elektroner i bulken och föreslog kopplingstransistorgeometrin... Senare experiment utförda av Brattain och Bardeen visade att båda med stor sannolikhet förekommer i punktkontakttransistorn.
Den 23 december 1947 demonstrerade Brattain, Bardeen och Shockley den första fungerande transistorn för sina kollegor på Bell Laboratories. Transistorn förstärker små elektriska signaler och stödjer behandlingen av digital information och är "nyckeln till modern elektronik". De tre forskarna fick Nobelpriset i fysik 1956 "för forskning om halvledare och upptäckten av transistoreffekten."

### I lärarrollen
Brattain undervisade vid Harvard University som gästföreläsare 1952 och vid Whitman College som gästföreläsare 1962 och 1963 och gästprofessor med början 1963. När han formellt gick i pension från Bell Laboratories 1967 fortsatte han att undervisa vid Whitman och blev adjungerad professor 1972. Han gick i pension från undervisningen 1976 men fortsatte att vara konsult vid Whitman.
På Whitman delas Walter Brattain-stipendierna ut på meritbasis för att "uppmärksamma studenter som har uppnått hög akademisk framgång i sitt förberedande arbete på högskolan." Alla sökande till antagning övervägs för stipendiet, som potentiellt kan förnyas i fyra år.

## Utmärkelser och hedersbetygelser
- Stuart Ballantine-medaljen,  1952[5]
- John Scott-medaljen,  1954[6]
- Nobelpriset i fysik, med  John Bardeen och William B. Shockley,  1956[7][8]
- Richtmyer Memorial-priset,  1956[9]
- National Inventors Hall of Fame,  1974[10]

[Redigera Wikidata]

### Medlemskap
- National Academy of Sciences
- Franklin Institute
- American Physical Society
- American Academy of Arts and Sciences
- American Association for the Advancement of Science.
- commission on semiconductors of the International Union of Pure and Applied Physics
- Naval Research Advisory Committee

### Hedersdoktorat
- Doctor of Science, Portland University, 1952
- Whitman College, 1955
- Union College, 1955 (tillsammans med Dr. John Bardeen)
- University of Minnesota, 1957